# Тягушев, Всеволод Яковлевич
Всеволод Яковлевич Тягушев (18 апреля 1923; с. Кендя, Мордовская АССР, РСФСР, СССР — 22 июля 1980; неизвестно) — советский актёр театра, кино и озвучивания. Участник Великой Отечественной войны.

## Биография
Родился 18 апреля 1923 года в селе Кендя Мордовской АССР в семье отца, который работал на Горьковском автозаводе имени В. М. Молотова, и матери домохозяйки.
Учился в первой средней школе, зачем учился в двадцать пятой школе. Учась в 9 классе, юноша захотел поступить в театральную студию под руководством Н. И. Собольщикова-Самарина в 1939 году и был принят, окончив студию в 1941 году. После окончания учебного театрального заведения был принят в труппу Горьковского театра имени В. П. Чкалова. Прослужил там не долго т.к. в 1941 году был призван в РККА и проходил службу вплоть до 1945 года.
Много служил в различных театрах разных городов. В фильмах начал сниматься с 1946 года. Первая роль была эпизодическая в фильме Первая перчатка, где актёр сыграл роль одного из болельщиков. В 1975 году была последняя роль в Ералаше, сыграв водителя катка в пятом выпуске серии: «Следы на асфальте». 
В дальнейшем у Тягушева случился творческий спад, после чего пристрастился к алкоголю. Неоднократно получал выговоры со стороны театров за нарушение трудовой дисциплины. К концу 1970х болел, в апреле 1978 ушёл в киностудии им. Горького. Умер 22 июля 1980 года.

### Личная жизнь
Состоял в браке с артисткой Розой Георгиевной Воробьёвой. Брак распался.

## Оценочные мнения
Киновед Алексей Тремасов рассказал о том, что Тягушев играл самые разные роли: героические, характерные, социально-бытовые. Тягушев находил для своих персонажей интересные актёрские интонации, умел быть убедительным и в положительных и в отрицательных образах, получившихся у него довольно сочными и колоритными.

## Творчество

### Фильмография
- 1946 — Первая перчатка — болельщик
- 1952 — Неразлучные друзья — рыбак
- 1953 — Товарищ Антонюк (короткометражный) — Антонюк
- 1954 — Анна на шее — извозчик
- 1954 — Командир корабля — Ипполит Аркадьевич Кипарисов
- 1954 — Море студёное — Прошка Парамонов
- 1955 — Матрос Чижик — Иван; денщик
- 1955 —Призраки покидают вершины — Николай Аркадьевич Ростовцев
- 1956 — Беспокойная весна — Константин Сусликов — Котик
- 1956 — Илья Муромец — Матвей Сбродович
- 1957 — Хождение за три моря — тверской купец
- 1958 — Олеко Дундич — казак
- 1958 — Следствие продолжается — Рогов
- 1959 — Однажды ночью — Андреев
- 1959 — Песня о Кольцове — жандарм
- 1959 — Строгая женщина — Иван Петрович
- 1960 — Девичья весна — помощник капитана
- 1960 — Испытательный срок — самогонщик
- 1960 — Рыжик — канатоходец
- 1961 — Алые паруса — нищий
- 1961 — Две жизни — солдат
- 1961 — Зелёный патруль — Петров; браконьер
- 1962 — Мы вас любим (третий фильм)
- 1963 — Когда казаки плачут (короткометражный) — Фёдор
- 1963 — Понедельник день тяжёлый
- 1963 — Секретарь обкома — водитель
- 1963 — Тропы Алтая — Парамонов
- 1964 — Где ты теперь Максим?
- 1965 — Бывает и так (киноальманах) — рабочий
- 1965 — Двадцать лет спустя — мешочник
- 1965 — Люди остаются людьми
- 1965 — Сердце матери — полицейский чин
- 1965 — Черезвычайное поручение — анархист
- 1969 — Взрыв после полуночи — связной
- 1969 — Трое
- 1969 — Цветы запоздалые — Фуров
- 1969 — Директор — нэпман
- 1970 — Хозяин — бандит Рябой
- 1971 — Держись за облака
- 1971 — Ох уж эта Настя!
- 1971, 1973 — Тени исчезают в полночь
- 1972 — Бой с тенью
- 1973 — За час до рассвета — белогвардеец
- 1973 — Океан — офицер на танцах
- 1974 — Хождение по мукам
- 1975 — Ералаш (короткометражный) — бульдозерист (Следы на асфальте; пятый выпуск)

### Озвучивания
- 1956 — Варшавская сирена — Поляс; роль Юзефа Клейера (Польша)
- 1958 — Возмездие — Чарнок; роль Виктора Благо (Чехословакия)
- 1959 — Илзе — Петерис; роль Гунара Плаценса (СССР)
- 1959 — Пылающая река (Румыния)
- 1960 — Час испытаний — кинорежиссёр (ГДР)
- 1962 — Небо без решёток (Румыния)